# 十姊妹
十姊妹（学名：Lonchura striata domestica），是雀形目的一種鳥類。成鳥体長10-12cm、体重13-15g。是白腰文鳥與其他梅花雀科鳥類雜交所誕生的品種。原產于中國、日本。于19世紀中葉傳入歐洲。現已成為重要的寵物鳥品種之一。
其种加词“striata”意为“有条纹的”。
一般壽命在5年左右。十姊妹容易飼養，常作為胡錦鳥等嬌貴品種的代孵鳥。十姊妹社會性高，在北美有社會鳥的別稱。

## 同科同屬鳥類
- 斑文鳥
- 白腰文鳥
- 白喉文鳥
- 黑頭文鳥
- 文鳥
- 胡錦鳥(僅同科)
- 斑胸草雀(僅同科)

## 外部連結
YouTube上的十姐妹的公鳥叫聲示範ˇ（繁體中文）